# Rostislav Čevela (politik)
Rostislav Čevela (* 2. března 1953 Přerov) je český státní úředník a politik, v 90. letech 20. století a počátkem 21. století poslanec Poslanecké sněmovny za ČSSD, pak náměstek ministryně zdravotnictví.

## Biografie
Působil jako zubní laborant, internista a posudkový lékař. Vystudoval Lékařskou fakultu Univerzity Karlovy v Hradci Králové a Vysokou školu aplikovaného práva v Praze.
V roce 1993 se uvádí jako okresní předseda ČSSD na Trutnovsku. Ve volbách v roce 1996 byl zvolen do poslanecké sněmovny za ČSSD (volební obvod Východočeský kraj). Mandát obhájil ve volbách v roce 1998. Zasedal ve výboru pro sociální politiku a zdravotnictví.
V roce 1999 se jeho jméno objevilo mezi uvažovanými nástupci ministra zdravotnictví Ivana Davida. Funkci ale nakonec nezískal. Po odchodu ze sněmovny se v roce 2002 stal náměstkem ministryně zdravotnictví Marie Součkové. Z postu ho Součková odvolala v roce 2003 poté, co vydal kritizovaný pokyn nemocnicím v Praze nepřijímat do léčení pacienty ze Středočeského kraje.
Angažoval se v komunální politice. V komunálních volbách roku 1994 a komunálních volbách roku 1998 byl zvolen do zastupitelstva města Trutnov za ČSSD. Kandidoval i v komunálních volbách roku 2010, ale nebyl zvolen. Profesně se k roku 1998 uvádí jako místostarosta, k roku 2010 jako ředitel odboru posudkových služeb MPSV.